# Готфрид фон Крам
Готфрид Александър Максимилиан Валтер Курт Фрайхер фон Крам (на немски: Gottfried Alexander Maximilian Walter Kurt Freiherr von Cramm) е германски тенисист.

## Биография
Готфрид Александър Максимилиан Валтер Курт Фрайхер фон Крам е роден на 7 юли 1909 г. в Нетлинген, Германия. 
Той е трети от седемте сина на барон Бурхард фон Крам (1874-1936), от брака му с графиня Юта фон Щайнберг (1888-1972). Крам е роден в семейното имение, замък Нетлинген, Долна Саксония, Германия и израства в замъка Брюген, който също е принадлежал на семейството му. По-малкият му брат Вилхелм-Ернст Фрайхер фон Крам (1917–1996) е германски офицер, който е високо награден по време на Втората световна война, и след войната става лидер на Германската Консервативна политическа партия. Чрез взаимното потекло от семейство Крам, той е трети братовчед на Бернхард, принц на Нидерландия.
Фон Крам има трудности с нацисткия режим, който се опита да използва външния му вид и уменията като символ на арийското надмощие, но той отказва да се идентифицира с нацизма. Впоследствие той е преследван като хомосексуалист от германското правителство и е хвърлен в затвора за кратко през 1938 г.

## Кариера
Готфрид фон Крам печели френското първенство два пъти, като по този начин става първият не американски, британски, австралийски или френски тенисист, печелил титла от шлема на сингъл на Откритото първенство на Франция през 1934 г. и достига пет финала на турнири от Големия шлем на сингъл.
Той е класиран, като тенисист номер 2 в света през 1934 и 1936 г. и номер 1 в света през 1937 г.
Готфрид фон Крам е въведен в Международната зала на славата на тениса през 1977 г., като се посочва, че той е „запомнен с храбро усилие в поражението срещу Дон Бъдж на междузоновия финал през 1937 г. на Уимбълдън“.

## Кариерна статистика

#### Титли на турнири отГолям шлем(2)
| година | турнир      | съперник     | резултат                          |
| ------ | ----------- | ------------ | --------------------------------- |
| 1934   | Ролан Гарос | Джак Крофърд | 6 – 4, 7 – 9, 3 – 6, 7 – 5, 6 – 3 |
| 1936   | Ролан Гарос | Фред Пери    | 6 – 0, 2 – 6, 6 – 2, 2 – 6, 6 – 0 |

#### Финали на турнири отГолям шлем(5)
| година | турнир      | съперник  | резултат                          |
| ------ | ----------- | --------- | --------------------------------- |
| 1935   | Ролан Гарос | Фред Пери | 3 – 6, 6 – 3, 1 – 6, 3 – 6        |
| 1935   | Уимбълдън   | Фред Пери | 2 – 6, 4 – 6, 4 – 6               |
| 1936   | Уимбълдън   | Фред Пери | 1 – 6, 1 – 6, 0 – 6               |
| 1937   | Уимбълдън   | Дон Бъдж  | 3 – 6, 4 – 6, 2 – 6               |
| 1937   | ОП САЩ      | Дон Бъдж  | 1 – 6, 9 – 7, 1 – 6, 6 – 3, 1 – 6 |

### Титли на двойки в турнири от Големия шлем (2)
| година | турнир      | партньор     | съперници                       | резултат                   |
| ------ | ----------- | ------------ | ------------------------------- | -------------------------- |
| 1937   | Ролан Гарос | Хенер Хенкел | Върнън Кърби Норман Фаркухарсън | 6 – 4, 7 – 5, 3 – 6, 6 – 1 |
| 1937   | ОП САЩ      | Хенер Хенкел | Дон Бъдж Джийн Мако             | 6 – 4, 7 – 5, 6 – 4        |

### Загубени финали на двойки в турнири от Големия шлем (1)
| година | турнир       | партньор     | съперници                 | резултат            |
| ------ | ------------ | ------------ | ------------------------- | ------------------- |
| 1938   | ОП Австралия | Хенер Хенкел | Джон Бромич Ейдриън Куист | 5 – 7, 4 – 6, 0 – 6 |

### Титли на смесени двойки в турнири от Големия шлем (1)
| година | турнир    | партньор         | съперник                      | резултат     |
| ------ | --------- | ---------------- | ----------------------------- | ------------ |
| 1933   | Уимбълдън | Хилде Крахвинкел | Мери Хийли Норман Фаркухарсън | 7 – 5, 8 – 6 |